# Relations entre l'Autriche et la Turquie
Les relations entre l'Autriche et la Turquie sont des relations internationales s'exerçant entre la république d'Autriche et la république de Turquie. Elles sont structurées par deux ambassades, l'ambassade d'Autriche à Ankara et l'ambassade de Turquie à Vienne.

## Histoire
Le Saint-Empire romain germanique et l'Empire ottoman, respectivement dirigés par la maison des Habsbourg et la dynastie ottomane, se sont plusieurs fois opposés durant les guerres astro-turques pour le contrôle de l'Europe de l'Est dès le XVIe siècle. L'événement le plus marquant est sans doute les sièges de Vienne en 1529 et en 1683 durant lesquels les Ottomans arrivés jusque-là sont finalement repoussés par les Autrichiens (et leurs alliés) qui capturent à terme la Bosnie, la Croatie et la Hongrie aux mains des Ottomans.
Durant la Première guerre mondiale, les Ottomans, isolés face à la menace russe et en perte de puissance, s'allient avec les Empires centraux et donc l'Autriche-Hongrie, contre les Alliés. La fin de cette guerre marque également la fin de ces deux empires. La République autrichienne est créée en 1919 et la République turque est créée en 1923. Les deux pays signent un pacte d'amitié en 1924. Les premières visites présidentielles ont lieu le 24-26 juin 1996 pour le président fédéral autrichien Thomas Klestil et le 17-19 novembre 1998 pour le président turc Süleyman Demirel.

## Situation actuelle
La communauté turque est l'une des plus importantes d'Autriche. Il y a en effet 270 000 personnes d'origine turque en Autriche, soit 3 % de la population totale du pays. En 2012, il y a 5 parlementaires autrichiens d'origine turque.
Les relations entre les deux pays sont aujourd'hui tendues. L'Autriche est contre l'adhésion de la Turquie dans l'Union européenne, et, d'une manière générale, les deux gouvernements sont en froid surtout depuis l'arrivée au pouvoir en Autriche de Sebastian Kurz et de l'extrême droite, le Parti de la liberté d'Autriche (FPÖ), au sein d'une coalition. Ainsi le gouvernement autrichien a pris plusieurs mesures qui ont été mal perçues par la Turquie comme l'interdiction en Autriche de meetings de campagne pour les élections turques, la fermeture de mosquées et l'expulsion d'imams turcs dans la lutte contre l'islam politique, la suppression de la langue turque dans l'examen théorique du code de la route autrichien, ou encore la déchéance de nationalité, et la volonté de suspendre la naturalisation pour les Turcs dans la lutte contre les binationaux. Ces mesures sont dénoncées par la Turquie comme des mesures racistes et islamophobes. 